# Beauzac
Beauzac là một xã thuộc tỉnh Haute-Loire nam trung bộ nước Pháp. Xã Beauzac nằm ở khu vực có độ cao trung bình 555 mét trên mực nước biển.